# Championnat du Monténégro féminin de football
Le championnat du Monténegro de football féminin est une compétition de football féminin opposant les six meilleurs clubs du Monténégro. Le champion a accès au tour de qualification de la Ligue des champions féminine de l'UEFA de la saison suivante.

## Histoire
Le football féminin au Monténégro se résume tout d'abord à un tournoi annuel, le Trophée FSCG . Les matchs durent alors que 60 minutes et sept remplacements sont autorisés. Le tournoi est remporté par le ŽFK Palma en 2009 et en 2010, , et le ŽFK Ekonomist en 2011.
Après trois saisons, la Fédération lance la première saison du championnat national en 2011-2012, remportée par l'Ekonomist. Le titre est conservé par le ŽFK Ekonomist la saison suivante.

## Palmarès
| Saison    | Champion      | Vice-champion           |
| --------- | ------------- | ----------------------- |
| 2011-2012 | ŽFK Ekonomist | ŽFK Palma               |
| 2012-2013 | ŽFK Ekonomist | ŽFK Palma               |
| 2013-2014 | ŽFK Ekonomist | ŽFK Breznica            |
| 2014-2015 | ŽFK Ekonomist | ŽFK Breznica            |
| 2015-2016 | ŽFK Breznica  | ŽFK Ekonomist           |
| 2016-2017 | ŽFK Breznica  | ŽFK Ekonomist           |
| 2017-2018 | ŽFK Breznica  | ŽFK Ekonomist           |
| 2018-2019 | ŽFK Breznica  | ŽFK Budućnost Podgorica |
| 2019-2020 | ŽFK Breznica  | ŽFK Budućnost Podgorica |
| 2020-2021 | ŽFK Breznica  | ŽFK Budućnost Podgorica |
| 2021-2022 | ŽFK Breznica  | ŽFK Danilovgrad         |
| 2022-2023 | ŽFK Breznica  | ŽFK Budućnost Podgorica |
| 2023-2024 | ŽFK Breznica  |                         |

| Club                    | Titres | 2es places |
| ----------------------- | ------ | ---------- |
| ŽFK Breznica            | 9      | 2          |
| ŽFK Ekonomist           | 4      | 3          |
| ŽFK Budućnost Podgorica | 0      | 4          |
| ŽFK Palma               | 0      | 2          |
| ŽFK Danilovgrad         | 0      | 1          |